# Andrea Luchesi
Andrea Luca Luchesi o Lucchesi (Motta di Livenza, 23 de mayo de 1741 - Bonn, 21 de marzo de 1801) fue un organista y compositor italiano de música sacra, clásica y ópera.
A los quince años de edad, Luchesi se traslada a Venecia, donde estudió con importantes músicos (como Baldassare Galuppi) y ocupó altos cargos como organista y compositor.
Invitado en 1771 como director de música a la corte del Príncipe elector de Colonia en Bonn, fue designado Kapellmeister (maestro de capilla) en 1774.
Fue un autor prolífico tanto en música instrumental (sonatas, conciertos, sinfonías) y sacra como de óperas (ópera bufa y ópera seria). Entre sus composiciones recordamos el Réquiem para los funerales solemnes del Duque de Montealegre, embajador de España en la República de Venecia, en 1771. Después de su muerte su música fue casi olvidada hasta su recuperación en los últimos años del siglo XX.
- Datos: Q299510